# Promoterm
Promoterm București este o companie care furnizează servicii și produse în domeniul instalațiilor termice și de climatizarea din România.
Compania a fost înființată în anul 1994 și are 11 reprezentanțe în București, Pitești, Constanța, Craiova, Cluj, Brașov, Târgu-Mureș și Timișoara.
Cifra de afaceri:
- 2006: 18 milioane euro[2]
- 2002: 6 milioane euro[1]